# Noram Cup w biegach narciarskich 2018/2019
Noram Cup w biegach narciarskich 2018/2019 to kolejna edycja tego cyklu zawodów. Rywalizacja rozpoczęła się 8 grudnia 2018 r. w kanadyjskim Vernon, a zakończy się 3 lutego 2019 r. w Duntroon, również w Kanadzie.
W poprzednim sezonie tego cyklu najlepszą wśród kobiet była Amerykanka Caitlin Gregg, a wśród mężczyzn najlepszy okazał się Kanadyjczyk Andy Shields.

## Kalendarz i wyniki

### Kobiety
| Lp. | Data             | Miejscowość | Dystans                            | 1. miejsce              | 2. miejsce              | 3. miejsce          |
| --- | ---------------- | ----------- | ---------------------------------- | ----------------------- | ----------------------- | ------------------- |
| 1.  | 8 grudnia 2018   | Vernon      | Sprint s. dowolnym                 | Julia Kern              | Dahria Beatty           | Lauren Jortberg     |
| 2.  | 9 grudnia 2018   | Vernon      | 10 km s. klasycznym                | Katherine Stewart-Jones | Becca Rorabaugh         | Julia Kern          |
| 3.  | 13 grudnia 2018  | Canmore     | Sprint s. klasycznym               | Dahria Beatty           | Katherine Stewart-Jones | Maya MacIsaac-Jones |
| 4.  | 15 grudnia 2018  | Canmore     | 10 km s. dowolnym                  | Dahria Beatty           | Katherine Stewart-Jones | Frédérique Vézina   |
| 5.  | 16 grudnia 2018  | Canmore     | 15 km s. klasycznym (start masowy) | Dahria Beatty           | Katherine Stewart-Jones | Hannah Mehain       |
| 6.  | 18 stycznia 2019 | Sherbrooke  | Sprint s. dowolnym                 | Maya MacIsaac-Jones     | Katherine Stewart-Jones | Laura Leclair       |
| 7.  | 19 stycznia 2019 | Sherbrooke  | 15 km s. klasycznym                | Katherine Stewart-Jones | Cendrine Browne         | Zoe Williams        |
| 8.  | 20 stycznia 2019 | Sherbrooke  | 20 km s. dowolnym (start masowy)   | Katherine Stewart-Jones | Cendrine Browne         | Zoe Williams        |
| 9.  | 1 lutego 2019    | Duntroon    | Sprint s. klasycznym               | Zoe Williams            | Laura Leclair           | Mia Serratore       |
| 10. | 2 lutego 2019    | Duntroon    | 10 km s. klasycznym                | Zoe Williams            | Mia Serratore           | Laura Leclair       |
| 11. | 3 lutego 2019    | Duntroon    | 15 km s. dowolnym (bieg pościgowy) | Zoe Williams            | Mia Serratore           | Laura Leclair       |

### Mężczyźni
| Lp. | Data             | Miejscowość | Dystans                            | 1. miejsce       | 2. miejsce               | 3. miejsce                   |
| --- | ---------------- | ----------- | ---------------------------------- | ---------------- | ------------------------ | ---------------------------- |
| 1.  | 8 grudnia 2018   | Vernon      | Sprint s. dowolnym                 | Andrew Newell    | Antoine Briand           | Benjamin Saxton              |
| 2.  | 9 grudnia 2018   | Vernon      | 15 km s. klasycznym                | Kyle Bratrud     | Benjamin Lustgarten      | Ricardo Izquierdo-Bernier    |
| 3.  | 13 grudnia 2018  | Canmore     | Sprint s. klasycznym               | Bob Thompson     | Angus Foster             | Julien Locke                 |
| 4.  | 15 grudnia 2018  | Canmore     | 15 km s. dowolnym                  | Russell Kennedy  | Evan Palmer-Charrette    | Alexis Dumas                 |
| 5.  | 16 grudnia 2018  | Canmore     | 30 km s. klasycznym (start masowy) | Bob Thompson     | Jack Carlyle             | Russell Kennedy              |
| 6.  | 18 stycznia 2019 | Sherbrooke  | Sprint s. dowolnym                 | Russell Kennedy  | Andy Shields             | Sebastien Boehmler-Dandurand |
| 7.  | 19 stycznia 2019 | Sherbrooke  | 10 km s. klasycznym                | James Scott Hill | Russell Kennedy          | Graham Nishikawa             |
| 8.  | 20 stycznia 2019 | Sherbrooke  | 30 km s. dowolnym (start masowy)   | Russell Kennedy  | James Scott Hill         | Evan Palmer-Charrette        |
| 9.  | 1 lutego 2019    | Duntroon    | Sprint s. klasycznym               | Julien Locke     | Dominique Moncion-Groulx | Antoine Briand               |
| 10. | 2 lutego 2019    | Duntroon    | 10 km s. klasycznym                | Alexis Dumas     | Andy Shields             | Philippe Boucher             |
| 11. | 3 lutego 2019    | Duntroon    | 15 km s. dowolnym (bieg pościgowy) | Alexis Dumas     | Andy Shields             | Philippe Boucher             |

## Klasyfikacje
| Lp. | Zawodniczka             | Punkty |
| --- | ----------------------- | ------ |
| 1.  | Katherine Stewart-Jones | 820    |
| 2.  | Dahria Beatty           | 785    |
| 3.  | Annika Hicks            | 635    |
| 4.  | Zoe Williams            | 614    |
| 5.  | Laura Leclair           | 547    |
| 6.  | Annika Richardson       | 419    |
| 7.  | Cendrine Browne         | 410    |
| 8.  | Alannah Maclean         | 398    |
| 9.  | Frédérique Vézina       | 385    |
| 10. | Mia Serratore           | 357    |
| 11. | Sadie White             | 285    |
| 12. | Katherine Weaver        | 267    |
| 13. | Hannah Mehain           | 246    |
| 14. | Emily Nishikawa         | 240    |
| 15. | Laurence Dumais         | 224    |

| Lp. | Zawodnik                 | Punkty |
| --- | ------------------------ | ------ |
| 1.  | Philippe Boucher         | 593    |
| 2.  | Alexis Dumas             | 559    |
| 3.  | Julien Locke             | 524    |
| 4.  | Russell Kennedy          | 519    |
| 5.  | Evan Palmer-Charrette    | 455    |
| 6.  | Jack Carlyle             | 452    |
| 7.  | Andy Shields             | 431    |
| 8.  | Antoine Briand           | 427    |
| 9.  | Dominique Moncion-Groulx | 401    |
| 10. | Bob Thompson             | 389    |
| 11. | Antoine Cyr              | 308    |
| 12. | Olivier Hamel            | 307    |
| 13. | Len Väljas               | 295    |
| 14. | Angus Foster             | 263    |
| 15. | Samuel Gary Hendry       | 262    |